# COMDEX

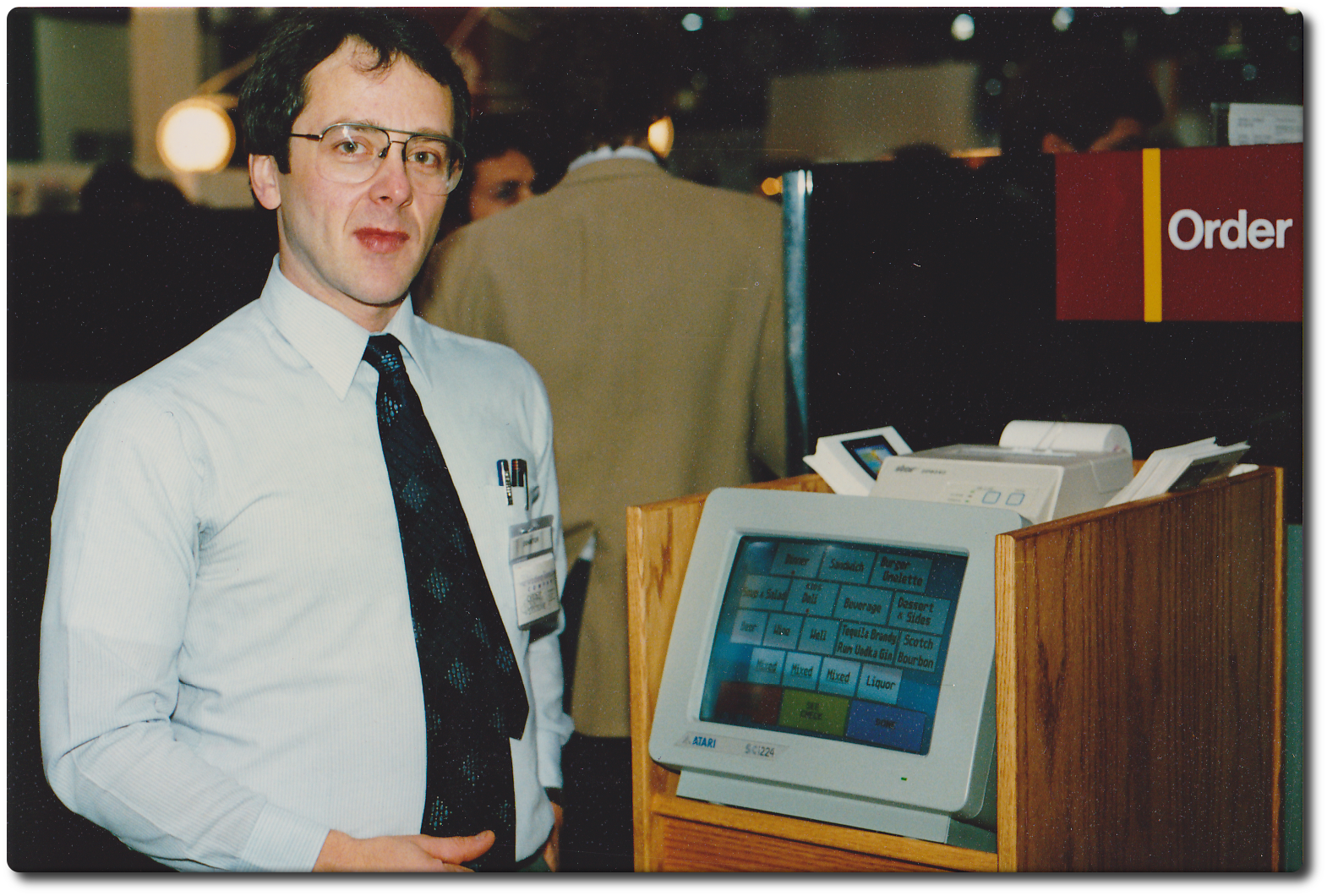
COMDEX 1986: Eugene Mosher mostra a l'Atari Boothun un dels primers punts de venda amb pantalla tàctil

COMDEX (Computer Dealer's Exhibition) va ser una de les convencions de productes informàtics més grans del món, la qual es va dur a terme, cada novembre, des de 1979 fins al 2003, a Las Vegas (EEUU). La primera COMDEX va tindre lloc l'any 1979 en el MGM Grand Hotel and Casino (actualment Bally's), amb 167 expositors i 3904 assistents. Al 1981, COMDEX Spring es va realitzar per primera vegada a Nova York. . 
L'any 2000, grans companyies com IBM, Apple Computer i Compaq van decidir abandonar la seva participació a COMDEX degut als costos i a la baixa qualitat. El juny de 2004, COMDEX va cancel·lar la seva exposició d'aquell any per manca de participants. Finalment, COMDEX va ser cancel·lada definitivament, sent reemplaçada per Interpop. 

## Història

### Organitzadors
COMDEX va ser iniciada per The Interface Group, on estaven com a organitzadors Sheldon Adelson i Richard Katzeff. Al 1995, COMDEX va ser venuda a l'empresa tecnològica japonesa Softbank Corp. Al 2001, Softbank va vendre l'exposició a Key3Media, un spin-off de Ziff Davis, la qual va passar a ressorgir com Medialive International al febrer de 2003. Finalment, al novembre de 2006, United Business Media plc va comprar els esdeveniments actius de MediaLive International Inc.

### Assistències
COMDEX estava originalment oberta únicament a gent involucrada directament en la indústria informàtica, la qual cosa garantia que els fabricants i desenvolupadors de computadores, perifèrics, software, components i accessoris entressin en contacte directament amb els detallistes, els consultors i els seus competidors. 
COMDEX es va convertir en una de les majors convencions tècniques, on la indústria informàtica anunciava nous productes i comunicats, i on es discutia sobre la pròpia industria informàtica, història, tendències i futurs potencials. Moltes petites empreses de tot el món van saltar a la fama després de la seva aparició a COMDEX, i líders de la indústria van fer els seus discursos, com és el cas de Linus Torvalds, el qual va assistir a l'exposició al 1999  per parlar sobre el sistema operatiu Linux i les seves diferents distribucions.
A finals dels anys 80, COMDEX es va obrir a tot el públic, provocant així una gran assistència. Això no va agradar a moltes de les personalitats de la indústria informàtica (com detallistes i consultors), els quals es van queixar dels baixos preus als que es venien els productes, com si fossin preus de fira.

#### L'alt preu de les habitacions d'hotel
El gran nombre d'assistents va causar augments temporals dels preus dels allotjaments de l'àrea. Hotels tan llunyans com Primm, a 45 milles (72,42 km) cap a la frontera de California, estaven plens. No obstant això, hi havia reserves disponibles  en hotels de el Strip de Las Vegas (l'avinguda més famosa de la ciutat) el mateix dia d'inici de l'exposició, i a preus raonables.

### Altres ciutats
Després de les exposicions de primavera de 1981 a la ciutat de Nova York, i 1982 a Atlantic City, COMDEX va començar exposicions regulars a Georgia (Atlanta) entre 1983 i 1988. Posteriorment, van alternar entre Atlanta (on l'última exposició va ser al 1997) i Chicago (on l'última exposició va ser a l'abril de 2003).

### Dècada del 2000 i tancament
Després de l'exposició de tardor de COMDEX al 1999 a Las Vegas, els organitzadors van començar a fer canvis en els criteris d'admissió dels mitjans de comunicació, rebutjant una gran part d'aquests a excepció d'alguns. No obstant això, es va oferir una assistència oberta a tot el públic.
L'any 2000, grans empreses com IBM, Apple, i Compaq (actualment fusionada amb Hewlett-Packard) van decidir suspendre la seva participació a COMDEX. Per reduir els costos, molts aspirants a expositors van deixar de llogar o van reduir els seus stands oficials a la convenció, i van agafar suites només per invitació a diversos hotels de Las Vegas. Això també va permetre als expositors concentrar els seus esforços en els assistents de la indústria, més que en el públic en general.
Els organitzadors de COMDEX tardor 2001 (l'empresa de Los Angeles Key3Media Group Inc.) van dir que s'esperaven que l'assistència es reduís dels 200.000 visitants de l'any passat als 150.000 d'aquest. També esperaven que el nombre d'expositors baixés de 2350 a 2000, i els metres quadrats d'espai d'exposicions de poc més d'1 milió a 750.000.
El juny de 2004, COMDEX va cancel·lar la seva exposició a Las Vegas, i va ser reemplaçada pel Consumer Electronics Show.

## COMDEXvirtual
Un dels esdeveniments de COMDEX va ser originalment dissenyat per existir només a Internet sense un lloc físic de reunió. Es va anunciar que estaria del 16 al 17 de novembre de 2010. La pàgina web COMDEX (www.comdex.com) va ser operada per TechWeb, una empresa de United Business Media.
Al novembre de 2010, les empreses Everything Channel i UBM Studios (les dues de United Business Media), es van associar per oferir COMDEXvirtual (www.comdexvirtual.com) per a la comunitat global del canal de TI. Quasi 5000 visitants van assistir a l'esdeveniment en els transcurs dels dos dies, fent de COMDEXvirtual la major fira virtual independent de la indústria de TI. El programa va comptar amb més de 100 ponents i a prop de 50 sessions sobre temes que anaven desde el núvol a la mobilitat i la virtualització, per abordar les temàtiques de l'esdeveniment: “New Business Solutions: Embracing Disruptive Technologies & Changing Delivery Models”, o el que és el mateix,  “Noves Solucions Empresarials: abraçar tecnologies disruptives i canviar models de lliurament”. A part de les sessions educatives, també va haver una sala d'exposicions amb quasi 30 expositors, dels quals destaquen IBM, Intel, Microsoft, Symantec, Panasonic y D&H. COMDEXvirtual 2010 va estar disponible sota demanda fins al 17 de maig de 2011. Actualment, el domini mostra un missatge d'error i enllaços a altres dominis de United Business Media.

### Interop
Interop és una fira anual de tecnologia de la informació organitzada per UBM TechWeb. Es porta a terme en quatre llocs diferents en distints moments de l'any: Bombay (India), Nova York (NY, EEUU), Tokio (Japó) i Las Vegas (NV, EEUU). L'any 2011 va ser el 25 aniversari de Interpop, i durant tot aquest temps, Interpop ha promogut la interoperabilitat i l'apertura, a partir de les xarxes IP i continuant en l'emergent era de la computació en núvol d'avui dia. A cada esdeveniment als EUA, els voluntaris de Interop construeixen una xarxa (anomenada InteropNet) utilitzant les eines de diferents proveïdors per demostrar les últimes tecnologies i la interoperabilitat.
- Actualment, l'anterior enllaç al lloc web de COMDEX (www.comdex.com) redirigeix a la web actual de INTEROP (www.interop.com).